# Дубінін Микола Іванович
Микола Іванович Дубінін (1910, селище Петро-Мар'ївка, тепер місто Сокологірськ Луганської області — загинув 1977, місто Київ) — український радянський партійний діяч, секретар Вінницького обласного комітету КПУ.

## Життєпис
Народився в родині робітника. Трудову діяльність розпочав із 1930 року.
Закінчив Новочеркаський індустріальний інститут.
Після закінчення інституту — інженер, начальник зміни на азотно-тукових підприємствах міст Дніпродзержинська та Кемерово.
Член ВКП(б) з 1939 року.
З 1942 року — на відповідальній партійній роботі. У 1942—1943 роках — інструктор Новосибірського обласного комітету ВКП(б). У 1943—1944 роках — інструктор Кемеровського обласного комітету ВКП(б).
До листопада 1944 року — інструктор відділу металургійної промисловості ЦК КП(б)У.
Із листопада 1944 по травень 1948 року — заступник завідувача та в.о. завідувача відділу хімічної промисловості ЦК КП(б)У. З травня 1948 року — заступник завідувача відділу металургійної і хімічної промисловості ЦК КП(б)У. З 1949 року — завідувач сектору відділу важкої промисловості ЦК КП(б)У.
У липні 1954 — жовтні 1959 року — секретар Вінницького обласного комітету КПУ з питань промисловості.
З жовтня 1959 до 1963 року — директор Дніпродзержинського азотно-тукового заводу Дніпропетровської області.
У 1963—1970 роках — завідувач відділу Комітету народного контролю Української РСР.
З 1970 до червня 1977 року — директор Київського заводу «РІАП».
Трагічно загинув наприкінці червня 1977 року.

## Нагороди
- два ордени Трудового Червоного Прапора (26.02.1958,)
- медалі